# Ski-Club Gstaad
Der Ski-Club Gstaad (kurz SC Gstaad), nicht zu verwechseln mit dem „elitären“ Eagle Ski Club (ESC), ist ein 1907 gegründeter schweizerischer Sportverein. Er unterhält die Sektionen Skilanglauf, Skisprung und Alpinski.

## Geschichte
Im Zusammenhang mit dem rapide wachsenden Interesse am Wintersport in der Schweiz zu Beginn des 20. Jahrhunderts, vor allem mit dem Bau der Montreux-Berner Oberland-Bahn in den Jahren 1904 und 1905 und dem gleichzeitigen Ausbau von Übernachtungsmöglichkeiten für Touristen, wurde am 24. Oktober 1907 der Ski-Club Gstaad gegründet. Die Namen aller Gründungsmitglieder sind nicht überliefert, zu ihnen gehörten jedoch Robert Steffen, Dr. Reber, Fritz Reichenbach und Robert Reichenbach. Erster Club-Präsident war Robert Steffen.
Von 1916 bis zur Stilllegung 1992 war der Ski-Club Gstaad der Eigentümer und Betreiber der Mattenschanze in Gstaad. Heute führt der Verein eine Partnerschaft mit anderen Vereinen aus der Region und trainiert auch im Nationalen Nordischen Skizentrum in Kandersteg.

## Bekannte Sportler
Für den Verein starteten zahlreiche national und international erfolgreiche Sportler, darunter (Auswahl nach Erfolg):
| Sportler              | Sportart               | Wichtigste Erfolge | Status 1   |
| --------------------- | ---------------------- | --- | ---------- |
| Hugo Lehner           | Militärpatrouillenlauf | Bronzemedaille bei den Olympischen Winterspielen 1928 2                                                                        | verstorben |
| Hansjörg Sumi         | Skispringen            | Olympiateilnehmer 1980 und 1984, Zweiter bei der Vierschanzentournee 1978/79, fünfmaliger Schweizer Meister                    | inaktiv    |
| Gabriela Zingre-Graf  | Ski Alpin              | Olympiateilnehmerin 1994, Alpine Ski-Juniorenweltmeisterin 1989, zweimalige Schweizer Meisterin (Slalom)                       | inaktiv    |
| Ernst von Grünigen    | Skispringen            | Olympiateilnehmer 1972 und 1976, Schweizer Meister 1975, späterer Nationaltrainer der Schweiz                                  | verstorben |
| Peter Schmid          | Ski Nordisch           | Olympiateilnehmer 1924, Schweizer Skimeister 1922                                                                              | verstorben |
| Christian Hauswirth   | Skispringen            | Olympiateilnehmer 1984 und 1988, Vierter bei der Vierschanzentournee 1987/88, dreimaliger Schweizer Meister (1985, 1986, 1988) | inaktiv    |
| Robert Mösching       | Skispringen            | Olympiateilnehmer 1976 und 1980, Weltcup-Punkte 1979/80, viermaliger Schweizer Vizemeister                                     | inaktiv    |
| Bruno Trojani         | Skispringen            | Olympiateilnehmer 1928, Schweizer Meister 1937                                                                                 | verstorben |
| Bruno Reuteler        | Skispringen            | Olympiateilnehmer 1998, Podest im Weltcup, Schweizer Vizemeister 1997                                                          | inaktiv    |
| Rosemarie Reichenbach | Ski Alpin              | Olympiateilnehmerin 1956 | inaktiv    |
| Hans Herrmann         | Skilanglauf            | Olympiateilnehmer 1924, Mitgründer der Skischule in Gstaad                                                                     | verstorben |
| Benz Hauswirth        | Skispringen            | WM-Teilnehmer 1991, Schweizer Meister 1984                                                                                     | inaktiv    |
| Knut Strömstad        | Skilanglauf            | Schweizer Skimeister 1925 | verstorben |
| Christoph Lehmann     | Skispringen            | Schweizer Meister 1989 | inaktiv    |
| Gabriel Karlen        | Skispringen            | Weltcup-Punkte 2016/17, Schweizer Vizemeister 2016                                                                             | inaktiv    |
| Sandro Hauswirth      | Skispringen            | Schweizer Juniorenmeister | aktiv      |
| Natalie Hauswirth     | Ski Alpin              | Vizemeisterin bei den Schweizer Alpine Skimeisterschaften 2018, Punkte im alpinen Skieuropacup                                 | inaktiv    |
| Bigna Däpp            | Ski Alpin              | Gstaader Clubmeister | aktiv      |